# Illa Drygalski
L'illa Drygalski és una illa deshabitada que es troba al mar de Davis, a l'oceà Antàrtic, uns 85 quilòmetres al nord de la costa de la Terra de la Reina Maria i uns 45 quilòmetres al nord-nord-est del cap Filchner, a l'Antàrtida. Fa uns 20,4 quilòmetres de llarg i s'eleva fins als 325 msnm.
L'illa fou vista per primera vegada des de la costa del continent Antàrtic el novembre de 1912 per membres de l'Expedició Antàrtica Australiana  de 1911-1914, i observada amb més detall des del vaixell Aurora per Sir Douglas Mawson el gener de 1914. Mawson li posà aquest nom perquè pensava que aquesta illa era la "terra alta de Drygalski" que havia cartografiat el professor Erich von Drygalski durant l'Expedició Antàrtica Alemanya de 1901-1903.
L'estiu de 1957 a 1958 científics soviètics van investigar l'illa i van establir-hi una base meteorològica automàtica.